# Dorge Kouemaha
Dorge Rostand Kouemaha (* 28. Juni 1983 in Loum; auch George Kouemaha oder nur Rostand) ist ein kamerunischer Fußballspieler.

## Karriere

### Vereinskarriere
Der in Loum in Westkamerun geborene Dorge Kouemaha spielte in der Jugend bei Lumière de Banka und Diap Banja, bevor er zur Saison 2004 zum kamerunischen Erstligisten Victoria United de Limbé wechselte. Dort machte der Mittelstürmer als Torschütze auf sich aufmerksam, als er vier Tore in einer Partie gegen Racing de Bafoussam erzielte. Am Ende der Saison war er bester Torschütze der Liga und wurde als bester Nachwuchsspieler ausgezeichnet. Da sein Verein die Klasse nicht halten konnte, verließ Kouemaha diesen.
Er wechselte in der griechischen Winterpause zu Aris Thessaloniki. Die Saison 2004/05 verlief sehr wechselhaft für den Verein. Einerseits spielte sich das Team bis ins Pokalfinale und unterlag erst da dem griechischen Meister Olympiakos Piräus, andererseits verlor man im Abstiegskampf den Anschluss in der Tabelle und stieg als Drittletzter der Super League ab. In der Folgesaison wechselte der Kameruner in die erste ungarische Liga zum Aufsteiger FC Tatabánya. In der Saison 2006/07 war er mit 12 Toren erfolgreich, weshalb er ein Angebot des amtierenden Meisters VSC Debrecen bekam. Zwar gelang es dem Verein nicht, den Titel zum dritten Mal in Folge zu verteidigen – man belegte den zweiten Platz – doch konnte Kouemaha als Pokalsieger seinen ersten Vereinstitel gewinnen. Mit 13 Toren war er zweiterfolgreichster Torschütze der Liga und im Spiel gegen den FC Sopron gelangen ihm erneut vier Treffer in einer Begegnung.
2008 verließ der kamerunische Stürmer Ungarn und schloss sich dem deutschen Zweitligisten MSV Duisburg an. Er unterschrieb einen Vertrag bis 2010. Hier erzielte er im Spiel gegen den TSV 1860 München einen Hattrick.
Kurz vor dem Ende der Transferperiode der Saison 2009/10 wechselte Kouemaha vom MSV Duisburg nach Belgien zum FC Brügge und unterschrieb dort einen Vierjahresvertrag.
Zur Saison 2011/12 wechselte Kouemaha auf Leihbasis zum Bundesligisten 1. FC Kaiserslautern. Bei den Roten Teufeln unterschrieb er einen Einjahresvertrag bis 2012, wobei der FCK eine Kaufoption besaß. Am 14. August 2011 (2. Spieltag) debütierte er für den FCK, als er gegen den FC Augsburg in der 70. Minute für Olcay Şahan eingewechselt wurde. Sein erstes Bundesligator war der 2:1-Siegtreffer in der 78. Minute beim Auswärtsspiel auf Schalke am 15. Oktober 2011 (9. Spieltag). Ende Februar 2012 riss sich Kouemaha im Training ohne Fremdeinwirkung einen Teil der linken Achillessehne konnte somit bis Saisonende nicht mehr für den FCK auflaufen. Er brachte es für den FCK auf zwei Tore und zwei Vorlagen in 17 Spielen. Die Kaufoption wurde nach der Saison nicht gezogen.
In der Sommerpause 2012 lieh Eintracht Frankfurt Kouemaha für ein Jahr aus. Nach zwei Kurzeinsätzen wurde er kurz nach der Winterpause in die Türkei weiterverliehen.
Kouemaha kehrte nicht mehr nach Belgien zurück und unterschrieb beim Zweitligisten Adana Demirspor. Nach dem Saisonende 2013/14 verließ er Demirspor wieder und heuerte stattdessen beim belgischen Klub Lierse SK an.
Nach acht Spielen und zwei Toren wechselte er in der Rückrunde zurück in die Türkei. Er unterschrieb für ein halbes Jahr bei Denizlispor.
Von Januar bis Juli 2016 spielte er für den Foolad FC im Iran und Anfang 2017 schloss er sich für ein halbes Jahr dem belgischen Drittligisten Sprimont Comblain Sport an und erzielte dort in zehn Spielen sechs Tore.
In der Saison 2017/18 spielte Kouemaha für den Amateurverein KVK Westhoek. Nach drei Jahren Pause stand er ab 2021 mit 38 Jahren im Kader von SK Oostnieuwkerke.

### Nationalmannschaftskarriere
Im Oktober 2008 wurde Dorge Kouemaha vom deutschen Trainer Otto Pfister erstmals in den Kreis der kamerunischen Nationalmannschaft berufen. Im WM-Qualifikationsspiel gegen Mauritius stand er erstmals im Aufgebot, kam aber nicht zum Einsatz.
Im November 2008 gab er sein Debüt im Freundschaftsspiel gegen Südafrika, als er eingewechselt wurde. Bis 2010 absolvierte er sechs Länderspiele, ein Treffer gelang ihm dabei nicht.

## Titel / Erfolge
- Bester Nachwuchsspieler 2004/05 in Kamerun
- Torschützenkönig 2004/05 der ersten Liga Kameruns
- Ungarischer Pokalsieger 2008 mit VSC Debrecen
- Ungarischer Vizemeister 2008 mit VSC Debrecen